# Ахац Хайнрих фон Алвенслебен
Ахац Хайнрих фон Алвенслебен (на немски: Achaz Heinrich von Alvensleben; * 6 октомври 1716 в Цихтау (част от Гарделеген); † 3 април 1777 във Фридеберг/Ноймарк) е благородник от род Алвенслебен „от Черната линия“, господар на 1/2 Цихтау (част от Гарделеген) и Жемеритц в Саксония-Анхалт, кралски пруски генерал-майор (1766).
Той е четвъртият син (от шест деца) на Фридрих Вилхелм фон Алвенслебен († 18 март 1752) и съпругата му Хенриета София фон Вердер (* 21 октомври 1686, Вердерсхаузен; † 16 ноември 1750, Цихтау), дъщеря на Леберехт Емануел фон дем Вердер (1658 – 1696).
Брат е на Йохан Фридрих фон Алвенслебен (1712 – 1783), президент на управлението в херцогство Магдебург (1763 – 1782), неженен, Леберехт Емануел фон Алвенслебен (1713 – 1750), Бусо фон Алвенслебен († 1715), на Елизабет София фон Алвенслебен (1720 – 1794), Хелена Катарина фон Алвенслебен (1723 – 1799), омъжена I. на 28 декември 1749/1750 г. за Кристоф Вернер фон дер Асебург и Гунслебен (1694 – 1761), II. на 18 декември 1763 г. в Кведлинбург за Адолф Фридрих фон Дитфурт цу Данкерзен († 1776).
Имението Цихтау принадлежи от 1473 до 1681 г. на род фон Алвенслебен, след това е разделено на две части (на „Alte Seite“ и „Neue Seite“).
Ахац Хайнрих фон Алвенслебен започва през 1733 г. да следва в университета в Хале, но през 1734 г. започва военна кариера в Кралство Прусия. Той участва в битките през Силезийските войни. Той е ранен през 1741 г. в битката Молвитц. Патронът остава в тялото му до края на живота му. През 1758 г. след битката при Цорндорф той е награден с ордена Pour le Mérite. През 1763 г. той е шеф на „драгонския регимент Нр. 3“ във Фридеберг/Ноймарк. През 1766 г. е повишен на генаерал-майор.
Ахац Хайнрих фон Алвенслебен умира неженен на 3 април 1777 г. във Фридеберг/Ноймарк (днес в Полша) и е погребан в градската църква във Фридеберг (Ноймарк). Офицерите от неговия регимент му подаряват гробен паметник.